# 板門店
板門店（：／）是位於朝鮮民主主義人民共和國與大韓民國之間的朝韓非軍事區（DMZ），為包括主要舉行會談的建築物在內的其周邊之場所，板門店與柏林墙一同被視為冷戰時期的象徵。
板門店離首爾約52公里，離平壤約147公里，離開城工業地區約8公里，分屬南韓京畿道坡州市郡內面造山里以及北韓开城特级市管轄，為南北之間唯一的接點，並且設有中立國監察委員會，由瑞士、瑞典、捷克與波蘭四國監察。附近除了會議室之外，還設有南韓的和平之家、自由之家與北韓的板門館、板門閣等設施。板門店是於軍事分界線上設置的，在東西800米南北400米長方形的共同警備區（JSA），相隔聯合國軍和朝鮮人民軍的警備崗哨。2004年10月31日，美國把板門店共同警備區域警備任務正式移交給韓國。
板門店每日的觀光名額有限，且並非每天都向導覽團開放名額。滿10歲以上的普通國民以及由大韓民國政府機關/團體主管的政府邀請或推薦的外國人可以參觀。參觀時不得穿有洞的牛仔褲、工作服、T恤、短褲及其他過於暴露的服裝，不得飲酒及攜帶酒類，並且必須攜帶身份證件（如護照、住民登錄證等）。觀光一度於2019年10月後因非洲豬瘟和接踵而至的2019冠狀病毒病疫情而中斷，2020年11月4日恢復。
該地所代表的朝韩非军事区由於長久以來屬軍事管制，除軍事人員之外罕有人煙，因此當地自然生態沒有外來人為的干擾，各種野生動植物的棲息、繁衍相當的多元，已有計畫將該處列為國際生態保護區。

## 歷史
朝鮮戰爭期間，以美國為首的聯合國軍和中華人民共和國、朝鮮的代表於1953年7月27日在此簽定《朝鮮停战协定》，停止戰爭行為及設立朝韓非軍事區（DMZ），但只是簽署停戰協議，戰爭狀態並未結束。